# Главкия
Главкия (на латински: Glaukias, † 302 пр.н.е.) е илирийски цар от племето тавланти от 317 до 302 пр.н.е.

## Живот
През 335 пр.н.е. Главкия помага на илирийския княз Клайт в борбата против Александър Велики от Македония. Те са победени от македонците и се оттеглят обратно на територията на тавлантите.
През 317 пр.н.е. Главкия става цар на тавлантите. Той се стреми за съюз с молоското царство Епир. Главкия дава затова убежище на молоския принц Пир и го осиновява. Цар Касандър от Македония изисква предаването на Пир и предлага също пари на Главкия. Той не се съгласява. През 314 пр.н.е. Касандър напада и побеждава тавлантите. Сключва се мирен договор. Осиновеният му син Пир остава обаче в неговия двор.
През 312 пр.н.е., с помощта на Корфу, той покорява Епидамнос. След смъртта на епирския цар Алкет II той марширува в Епир с войска през 307 пр.н.е. и поставя 12-годишния Пир I на трона на молосите.